# Idarucizumab
L’idarucizumab (nom de code : BI 655075), connue également sous le nom de Praxbind, est un fragment d’anticorps humanisé dirigé contre le dabigatran. Il s’agit donc d’un antidote spécifique de cet inhibiteur direct de la thrombine.
Cette molécule a 350 fois plus d'affinités pour le dabigatran que ce dernier pour la thrombine. Le pic plasmatique est atteint dès la fin de la perfusion et sa demi-vie est d'environ 45 minutes. la molécule isolément n'a pas d'influence sur l'hémostase. Cette faible demi-vie fait qu'il peut exister, après la douzième heure, un retour d'activité du dabigatran, objectivé dans moins d'un quart des cas) mais qui peut nécessiter l'administration d'une dose supplémentaire. 
Il est produit par la compagnie pharmaceutique allemande Boehringer-Ingelheim Pharmaceuticals.
En 2014, la Food and Drug Administration (FDA) a donné le label de médicament innovant à cette molécule
Il est actuellement en phase d'étude clinique de phase III aux États-Unis et en France. Il entraîne la normalisation, en une dizaine de minutes, des paramètres de la coagulation.

## Posologie
Lors des essais cliniques l'idarucizumab est utilisé à la dose de 5 g en intraveineuse. Son utilisation est proposée en cas d'hémorragie grave sous dabigatran ou si une chirurgie urgente (ne pouvant être différée de quelques jours) avec un risque hémorragique majeur est nécessaire.